# Werner Hoppe
Werner Arthur Hoppe (Hamburg, febrer de 1949) és un activista polític alemany, exmilitant de la primera generació de la Fracció de l'Exèrcit Roig (RAF). Va ser empresonat entre 1971 i 1979, dels quals sis anys en règim d'aïllament estricte, per un delicte de temptativa d'homicidi involuntari durant la seva detenció.

## Trajectòria
Nascut el febrer de 1949 a Hamburg, es va trasllada a viure a Berlín Occidental l'any 1970. Com a membre de l'organització estudiantil Lumpenproletariat va entrar en contacte amb la primera generació del grup armat de la Fracció de l'Exèrcit Roig. Pertanyia a l'escena de suport a Berlín Oest i era un dels «lladres de cotxes» del grup. El 1970 va cometre almenys set robatoris de vehicles per a la RAF i va estar involucrat en almenys un robatori a un banc i un altre per a robar documents a Berlín. El 15 de juliol de 1971, que encara no se'l buscava, va ser arrestat a Hamburg durant l'Operació Cobra, un dispositiu policial a gran escala que va involucrar a 2000 policies i agents de frontera federals controlats directament pel Grup de Seguretat de l'Oficina Federal d'Investigació Criminal alemanya (BKA). En el moment de la detenció viatjava amb la companya de militància Petra Schelm, la qual va ser assassinada a trets durant la detenció.
En un judici polèmic, el 26 de juliol de 1972 va ser condemnat a deu anys de presó per tres càrrecs d'intent d'homicidi involuntari per haver disparat contra els agents de policia que l'intentaven detenir, malgrat que només es trobés un obús de la seva arma a l'escena del crim. Els militants de la segona generació de la RAF van intentar alliberar-lo, juntament amb altres presoners, durant les negociacions de la presa d'ostatges de l'ambaixada de l'Alemanya Occidental a Estocolm el 1975 i del segrest de l'empresari i exoficial nazi Hanns Martin Schleyer el 1977, així com per militants de Cèl·lules Revolucionàries durant l'Operació Entebbe a Uganda el 1976. El 7 de juny de 1977 va ser traslladat a la presó de Stammheim, juntament amb Wolfgang Beer i Helmut Pohl per a reunir-los amb cinc presoners més. Des de l'any 1978 es va desvincular de la RAF. El 2 d'agost de 1979 va ser alliberat anticipadament perquè durant la seva estada a la presó, i com a conseqüència de l'aïllament, va desenvolupar una greu malaltia coneguda com a trastorn metabòlic psicosomàtic que el va fer perdre molt de pes: 44 quilograms per a una persona de 176 centímetres d'alçada. Més tard es va vincular als moviments socials de Hafenstrasse, al barri de Sankt Pauli d'Hamburg, i va mantenir contacte amb l'Stasi, el ministeri de Seguretat Estatal de la República Democràtica d'Alemanya. Posteriorment, un cop es va dissoldre l'Alemanya socialista, els fitxers de converses amb l'Stasi es van fer servir en el judici contra la militant de la RAF Monika Haas.